# Емецк
Е́мецк — село (до 1925 года — город) в Холмогорском районе Архангельской области. Административный центр Емецкого сельского поселения.
Село находится на левом берегу реки Емцы выше Усть-Емцы по течению. Емецк расположен на федеральной дороге М8 «Холмогоры» (Архангельск—Москва).

## История
Село Емецк известно с 1137 года. Древнерусское городище Емецка, упомянутого в «Списке русских городов дальних и ближних», находится к югу от современного села на противоположенном берегу Емцы на тонкой полосе земли между двумя озёрами и известно как «Емецкий городок». В XVIII веке Емецк был центром Емецкой трети Двинского уезда Архангелогородской губернии.году В 1894 году — в Емецкой волости Холмогорского уезда Архангельской губернии насчитывалось — 2146 человек.
С 1922 года по 1925 год Емецк являлся центром Емецкого уезда. В 1925—1929 годах Емецк входил в состав Архангельского уезда. С 1929 года по 1959 год являлся административным центром Емецкого района, сначала в Северном крае и Северной области, а с 1937 года — в Архангельской области.
15 августа 1965 года в Емецке открылся краеведческий музей. С 1993 года в нём проводились «Рубцовские чтения», с 2010 года работает литературно-музыкальный фестиваль «Под Рубцовской звездой».

## Население
| 2002 | 2009  | 2010  | 2012  |
| ---- | ----- | ----- | ----- |
| 1344 | ↘1141 | ↘1077 | ↗1380 |

В 2009 году числилось 1441 чел., из них 548 пенсионеров (2009).

## Известные уроженцы
- Село известно как место рождения русского поэта Николая Михайловича Рубцова.
- В селе родился, вырос, являлся первым выпускником сельской школы, фронтовик и художник Николай Иванович Кисляков.